# Corn (Lot)
Corn település Franciaországban, Lot megyében. Lakosainak száma 238 fő (2022. január 1.). Corn Béduer, Boussac, Cambes, Espagnac-Sainte-Eulalie, Grèzes, Livernon és Reyrevignes községekkel határos.

## Népesség
A település népességének változása:
| Lakosok száma | 210  | 157  | 163  | 193  | 199  | 207  | 227  | 237  | 239  | 238  |
|               | 1968 | 1982 | 1990 | 2006 | 2013 | 2015 | 2017 | 2019 | 2020 | 2022 |